# Гелена-Веллі-Нортвест (Монтана)
Гелена-Веллі-Нортвест (англ. Helena Valley Northwest) — переписна місцевість (CDP) в США, в окрузі Льюїс-енд-Кларк штату Монтана. Населення — 4705 осіб (2020).

## Географія
Гелена-Веллі-Нортвест розташована за координатами 46°43′46″ пн. ш. 112°3′29″ зх. д. / 46.72944° пн. ш. 112.05806° зх. д. (46.729488, -112.058105).  За даними Бюро перепису населення США в 2010 році переписна місцевість мала площу 42,42 км², з яких 42,42 км² — суходіл та 0,01 км² — водойми.

## Демографія
Згідно з переписом 2010 року, у переписній місцевості мешкали 3482 особи в 1259 домогосподарствах у складі 1000 родин. Густота населення становила 82 особи/км².  Було 1329 помешкань (31/км²).
Расовий склад населення:
| - 95,6 % — білих - 1,7 % — корінних американців - 0,7 % — азіатів - 0,2 % — чорних або афроамериканців |

До двох чи більше рас належало 1,6 %. Частка іспаномовних становила 3,0 % від усіх жителів.
За віковим діапазоном населення розподілялося таким чином: 28,6 % — особи молодші 18 років, 63,5 % — особи у віці 18—64 років, 7,9 % — особи у віці 65 років та старші. Медіана віку мешканця становила 35,0 року. На 100 осіб жіночої статі у переписній місцевості припадало 99,5 чоловіків;  на 100 жінок у віці від 18 років та старших — 100,7 чоловіків також старших 18 років.
Середній дохід на одне домашнє господарство  становив 85 455 доларів США (медіана — 78 737), а середній дохід на одну сім'ю — 90 992 долари (медіана — 83 167). Медіана доходів становила 50 469 доларів для чоловіків та 38 295 доларів для жінок. За межею бідності перебувало 2,9 % осіб, у тому числі 1,4 % дітей у віці до 18 років та 3,2 % осіб у віці 65 років та старших.
Цивільне працевлаштоване населення становило 2205 осіб. Основні галузі зайнятості: публічна адміністрація — 19,3 %, освіта, охорона здоров'я та соціальна допомога — 16,4 %, роздрібна торгівля — 11,3 %, фінанси, страхування та нерухомість — 11,1 %.